# Каладжинское сельское поселение
Каладжинское сельское поселение — муниципальное образование в составе Лабинского района Краснодарского края России.
В рамках административно-территориального устройства Краснодарского края ему соответствует Каладжинский сельский округ.
Административный центр — станица Каладжинская.

## Население
| 2010  | 2012  | 2013  | 2014  | 2015  | 2016  | 2017  |
| ----- | ----- | ----- | ----- | ----- | ----- | ----- |
| 2254  | ↘2234 | ↘2211 | ↘2151 | ↘2140 | ↘2121 | ↘2080 |
| 2018  | 2019  | 2020  | 2021  | 2023  |       |       |
| ↘2042 | ↘2026 | ↘1996 | ↘1946 | ↘1899 |       |       |

## Населённые пункты
В состав сельского поселения (сельского округа) входят 2 населённых пункта:
| № | Населённый пункт | Тип населённого пункта | Население (чел.) |
| - | ---------------- | ---------------------- | ---------------- |
| 1 | Каладжинская     | станица                | ↘2184            |
| 2 | Новый Мир        | село                   | ↘70              |